# Juan Hohberg
Juan Eduardo Hohberg (Córdoba, 19 giugno 1926 – Lima, 30 aprile 1996) è stato un calciatore e allenatore di calcio argentino naturalizzato uruguaiano.

## Carriera

### Club
Iniziò la carriera nel Central Córdoba giocando come portiere, venendo prevalentemente utilizzato come riserva, ma in un torneo giovanile tenutosi a Rosario venne schierato da attaccante, e dopo una doppietta, non giocò più in porta; dopo buone stagioni in seconda divisione fu acquistato dal Rosario Central, debuttando in Primera División argentina a 20 anni. Nel 1949, dopo aver segnato due gol al Peñarol in un torneo amichevole, passò proprio al club di Montevideo, dove diventò un elemento portante della squadra vincendo 6 campionati: 1949, 1951, 1953, 1954, 1958 e 1959.
Nel 1958 torna al Peñarol dopo essersi fermato per un breve periodo di tempo a causa di un incidente, per vincere altri 2 campionati e la Copa Libertadores nel 1960, prima di ritirarsi nel Cúcuta Deportivo in Colombia nel 1961, segnando 19 gol nell'ultima stagione della sua carriera.

### Nazionale
Hohberg segnò tre reti con la Nazionale di calcio dell'Uruguay durante il campionato del mondo 1954 tenutosi in Svizzera, di cui due nella semifinale contro l'Ungheria; grazie al suo gol all'86mo minuto prolungò il match ai tempi supplementari, che però terminò per 4-2 per gli avversari, con doppietta di Sándor Kocsis.
In quella stessa partita dopo il gol ebbe un attacco di cuore, si salvò miracolosamente ed eroicamente concluse la partita.

### Allenatore
La sua carriera di allenatore iniziò nel Cúcuta Deportivo nel 1962, e diventò allenatore dell'Atlético Nacional fino al 1966; successivamente allenò Panathīnaïkos in Grecia Racing de Montevideo, Rampla Juniors, Bella Vista e Peñarol e allenò il Nacional Montevideo nel 1976 prima di essere nominato commissario tecnico dell'Uruguay. Allenò poi Sport Boys, Deportivo Municipal, Juan Aurich in Perù, Emelec, LDU Quito in Ecuador e Atletico Español.

## Palmarès

### Club

#### Competizioni nazionali
- Campionato uruguaiano: 7

Peñarol: 1949, 1951, 1953, 1954, 1958, 1959, 1960

#### Competizioni internazionali
- Coppa Libertadores: 1

Peñarol: 1960

### Allenatore
- Campionato peruviano: 3

Universitario: 1974
Alianza Lima: 1977, 1978